# 拉特馬爾峰
46°22′59″N 11°34′56″E / 46.38310°N 11.58220°E

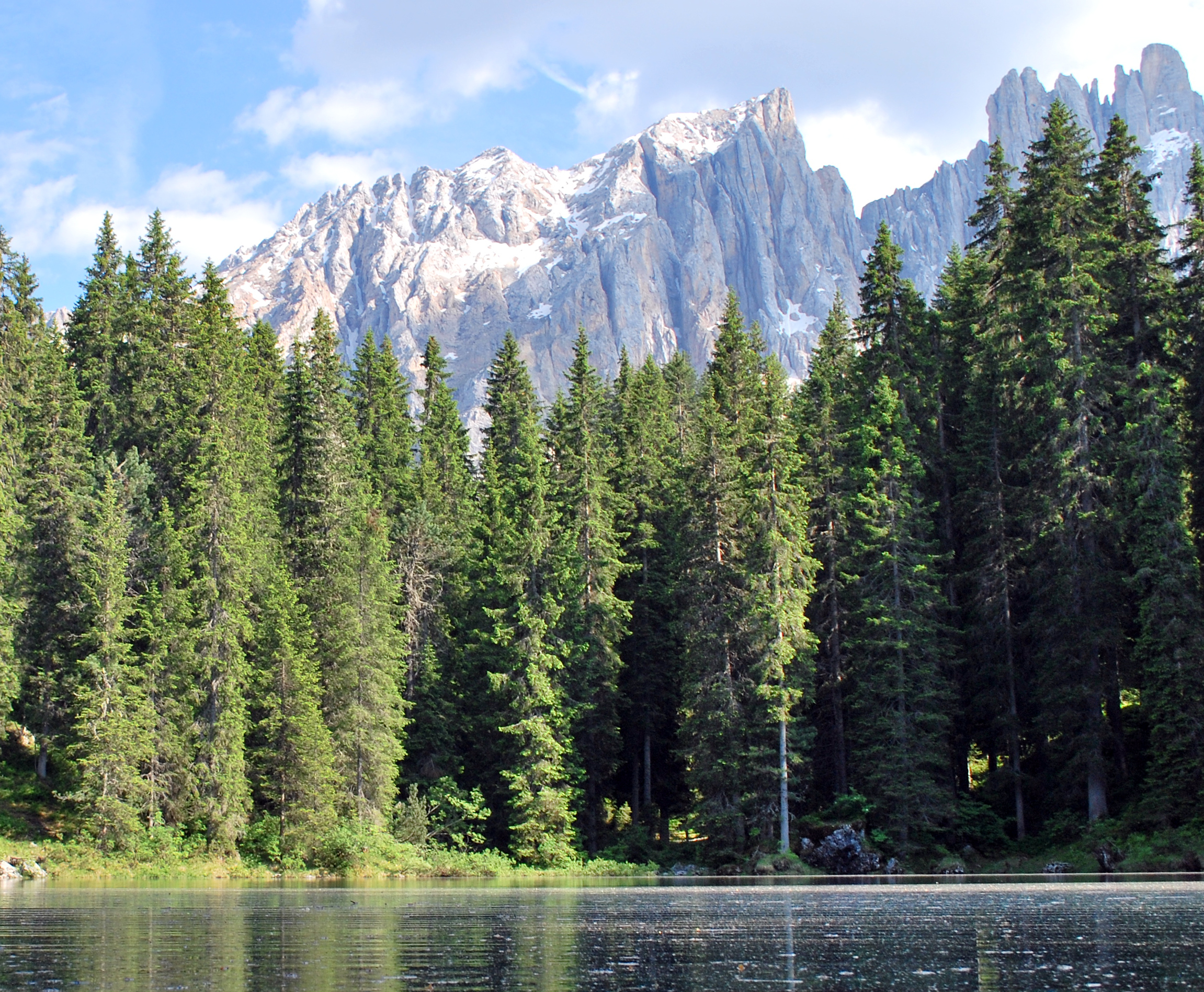

拉特馬爾峰（義大利語：Schenon），是意大利的山峰，位於該國東北部，處於博爾扎諾-南蒂羅爾自治省和特倫托自治省接壤的邊界，距離迪亞曼蒂迪圖爾姆山0.6公里，海拔高度2,800米。